# Juvenal

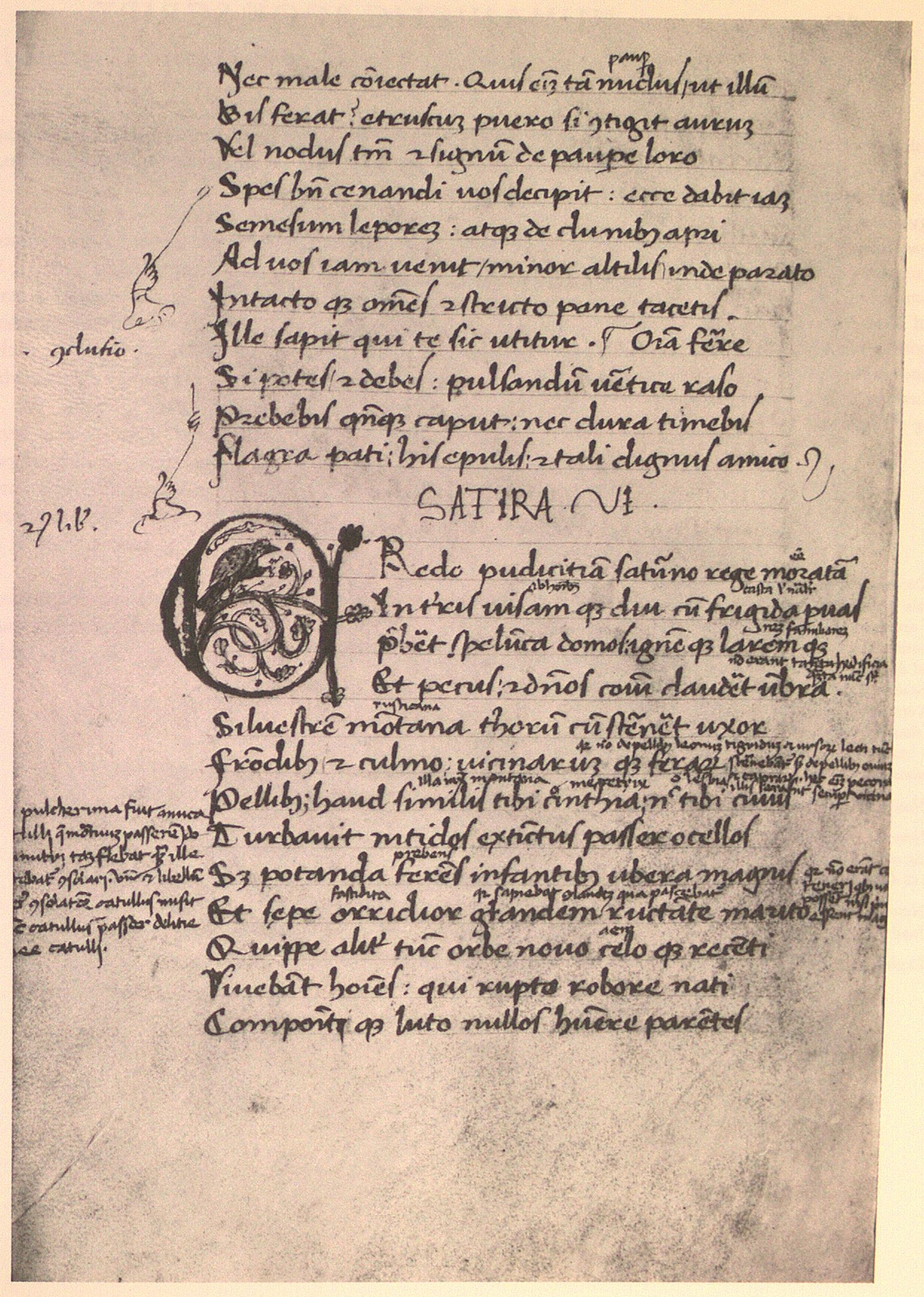
Eine Seite einer 1467 geschriebenen Handschrift von Juvenals Satiren. London, British Library, Additional MS 17413, fol. 20v

Decimus Iunius Iuvenalis (deutsch Iuvenal oder Juvenal) war ein römischer Satirendichter des 1. und 2. Jahrhunderts.

## Leben
Seine genauen Lebensdaten sind nicht bekannt. Er stammte wahrscheinlich aus Aquinum. Man vermutet ein Geburtsjahr um 60 (58?) und ein Todesjahr einige Jahre nach 127 (138?). Nicht gesichert ist etwa die Nachricht, Juvenal sei verbannt worden, nachdem er Spottverse gegen einen von Domitian protegierten Tänzer veröffentlicht habe. Sofern die Verbannungstheorie stimmt, wurde Juvenal wohl nicht nur Opfer der vergleichsweise milden Relegatio, sondern einer Deportatio, was auch Vermögens- und Standesverlust bedeutete. Verbannungsort war möglicherweise eine ägyptische Garnison, die er wohl nach einer Begnadigung durch Nerva wieder verlassen durfte.
Sein Freund Martial bezeichnet ihn nicht als Dichter, woraus man schließen kann, dass er sich erst in mittleren Jahren der literarischen Produktion gewidmet hat. Vermutlich hat erst der Tod des Domitian 96 n. Chr. ihm die benötigte Freiheit zur Meinungsäußerung gegeben; seine Schaffensphase dürfte hauptsächlich in die Zeit Hadrians (Kaiser 117–138) fallen, an den sich seine siebte Satire wendet.

## Werk

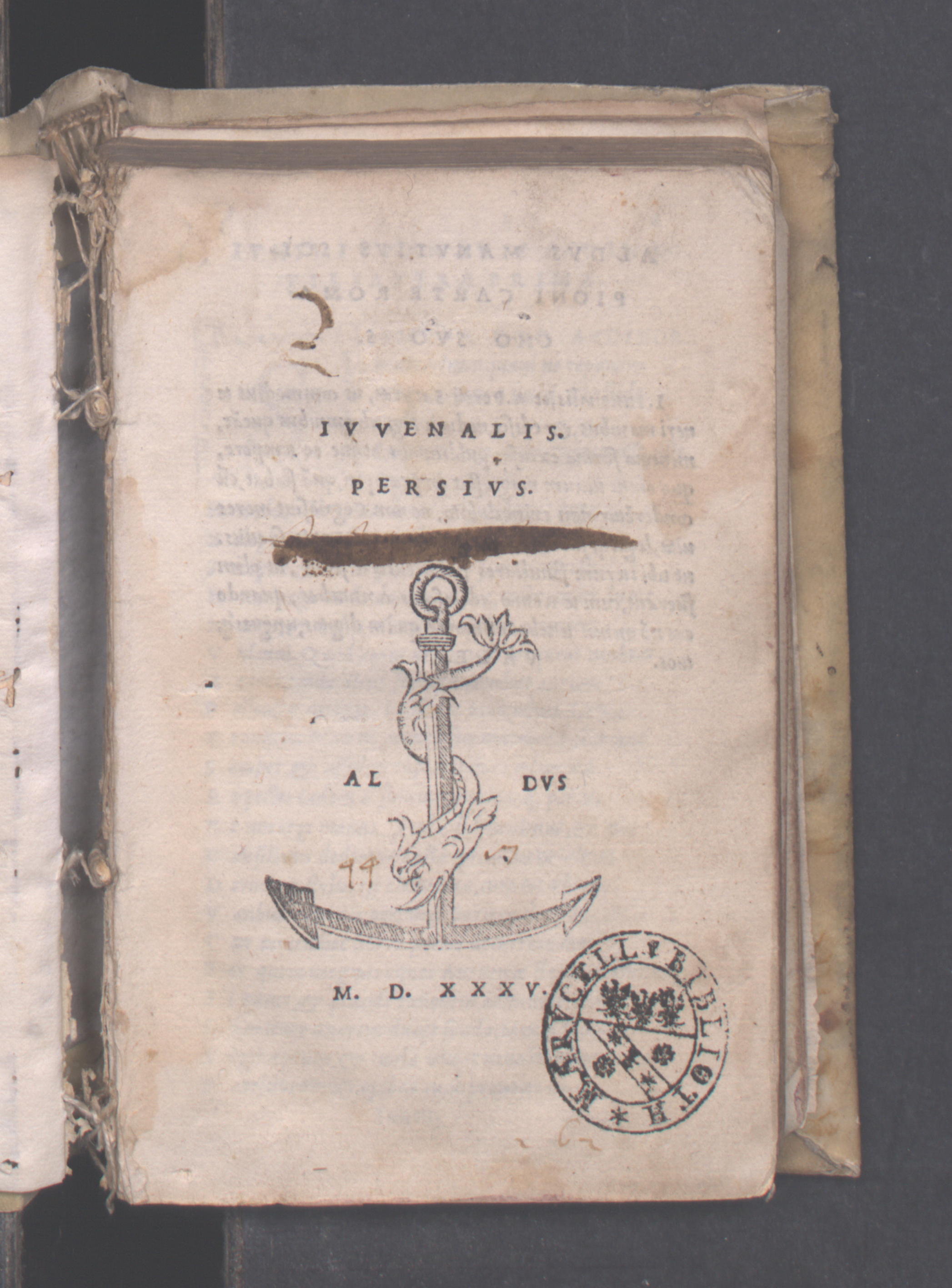
Saturae, 1535

Von Juvenal sind 16 Satiren (saturae) zu verschiedenen Themen überliefert, die einen Einblick in das Alltagsleben der Römer zur Zeit Domitians bieten, wobei aber Namensnennungen und Invektiven gegen einzelne Personen weitgehend fehlen. Die Echtheit einiger dieser Werke wurde zeitweise bezweifelt, doch gilt die Zuschreibung zum Autor Juvenal heute eher wieder als gesichert.
Juvenal übt in diesen Satiren gnadenlose, im Gegensatz zu Horaz pessimistische, aber sprachlich und stilistisch oft brillante Kritik an verschiedenen Gesellschaftszuständen. Aus seinen Werken stammen viele Schlagworte und immer noch gebrauchte Sentenzen, zum Beispiel:
- panem et circenses – „Brot und Spiele“
- mens sana in corpore sano – „ein gesunder Geist in einem gesunden Körper“
(im Original: orandum est ut sit mens sana in corpore sano – „Man soll beten, dass ein gesunder Geist in einem gesunden Körper sei“)
- Difficile est satiram non scribere[1] – „Es ist schwierig, keine Satire zu schreiben“
- Sed quis custodiet ipsos custodes?[2] – „Wer aber soll die Wächter selbst bewachen?“

## Themen der Saturae
- Sat. 1: Juvenals Programm: Entrüstung treibt ihn, die Missstände unter seinen Zeitgenossen beim Namen zu nennen.
- Sat. 2: Beschreibung sexueller Ausschweifungen
- Sat. 3: Beschreibung des sündigen Großstadtlebens
- Sat. 4: Parodie einer Kabinettssitzung unter Domitian (die Komposition dieser Satire ist umstritten; möglicherweise sind hier zwei verschiedene Entwürfe zusammengefügt worden)
- Sat. 5: Kritik am Umgang mit Klienten
- Sat. 6: Kritik an der Ehe und den Frauen (auch hier ist die Textlage unklar, die Komposition scheint ungewöhnlich wirr)
- Sat. 7: Anprangerung der Geringschätzung der Intellektuellen und geistiger Berufe
- Sat. 8 und 9: Beschäftigung mit Geburtsadel und ähnlichen Gebieten; in 9 auch wiederum Beschreibung sexueller Ausschweifungen
- Sat. 10: Eine Kritik an Gebeten und Wünschen, denen verkehrte Urteile über das Wünschenswerte zugrunde liegen; die Satire gipfelt in einem Aufruf zu einem ruhigen und vernunftgemäßen Leben.
- Sat. 11: Kritik an der Völlerei
- Sat. 12: Anprangerung von Erbschleicherei
- Sat. 13: Trostworte an einen Freund zum Thema „Geldverlust“
- Sat. 14: Abhandlung über Kindererziehung und Kritik an Habsucht
- Sat. 15: Beschreibung eines ägyptischen Falles von Kannibalismus
- Sat. 16 (unvollständig): Kritik an Soldatenhochmut gegenüber Zivilisten

## Literarische Tradition
Juvenal stellt sich mit seinen Saturae in die Nachfolge des Horaz und des Lucilius, doch sind seine Satiren deutlich länger als die Dichtungen dieser Vorgänger. Unmittelbar nach seinem Tod geriet er eher in Vergessenheit. Grundlage der heute vorliegenden Juvenalausgaben ist eine kommentierte Ausgabe vom Ende des 4. Jahrhunderts, eine eifrigere Rezeption setzte aber erst wieder im Mittelalter ein, das Juvenal als Ethicus und Schulautor entdeckte und zahlreiche Juvenalausgaben und -kommentare hervorbrachte.

## Ausgaben und Kommentare
Originalsprachige Ausgaben

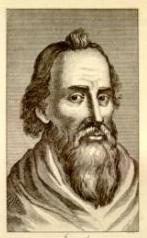
Juvenal (neuzeitlicher Fantasiestich)

- Wendell Vernon Clausen (Hrsg.): A. Persi Flacci et D. Ivni Ivvenalis Satvrae (= Scriptorvm Classicorvm Bibliotheca Oxoniensis). Clarendon, Oxford 1992, ISBN 0-19-814798-8 (erste Auflage 1959).
- L. Friedländer: D. Junii Juvenalis Saturarum libri V. Leipzig 1895.
- U. Knoche: D. Iunius Juvenalis. Saturae. München 1950.
- James A. Willis (Hrsg.): D. Iunii Iuvenalis Saturae Sedecim (= Bibliotheca Scriptorum Graecorum et Romanorum Teubneriana). Teubner, Stuttgart / Leipzig 1997, ISBN 3-8154-1471-7.

Übersetzungen
- Joachim Adamietz (Hrsg.): Juvenal, Satiren. Lateinisch-Deutsch (= Sammlung Tusculum). Artemis & Winkler, München / Zürich 1993, ISBN 3-7608-1671-1.
- Georg Jacob Decker (Druckverleger): Die Satiren des Decimus Junius Juvenalis in einer erklärenden Übersetzung, ohne Angabe des Autors, lateinisch und deutsch, Berlin und Leipzig 1777, digital.slub-dresen.de.
- Sven Lorenz (Hrsg.): Juvenal, Satiren / Saturae. Lateinisch-deutsch. Hrsg., übers. und mit Anm. versehen von S.L. (= Sammlung Tusculum). De Gruyter, Berlin / Boston 2017, ISBN 978-3-11-040587-3.
- Harry C. Schnur (Übers.): Juvenal, Satiren. Philipp Reclam jun., Stuttgart 1969.

Wissenschaftliche Kommentare (sortiert nach Nummer der behandelten Satire(n), teilweise mit Abdruck und/oder Übersetzung des kommentierten Textes)
- Edward Courtney: A Commentary on the Satires of Juvenal. The Athlone Press, London 1980, ISBN 0-485-11190-X.
- Susanna Morton Braund (Hrsg.): Juvenal Satires Book I (= Cambridge Greek and Latin classics). Cambridge University Press, Cambridge 1996, ISBN 0-521-35566-4 (zu Saturae 1–5).
- Simona Manuela Manzella: Decimo Giunio Giovenale, Satira III (= Forme Materiali e Ideologie del Mondo Antico. Band 42). Liguori, Neapel 2011, ISBN 978-88-207-5502-7.
- Biagio Santorelli: Giovenale, Satira IV. Introduzione, Traduzione e Commento (= Texte und Kommentare. Band 40). De Gruyter, Berlin / Boston 2012, ISBN 978-3-11-028394-5.
- Biagio Santorelli: Giovenale, Satira V. Introduzione, Traduzione e Commento (= Texte und Kommentare. Band 44). De Gruyter, Berlin / Boston 2013, ISBN 978-3-11-031870-8.
- Yvan Nadeau: A commentary on the Sixth Satire of Juvenal (= Collection Latomus. Band 329). Éditions Latomus, Brüssel 2011, ISBN 978-2-87031-270-4.
- John Godwin: Juvenal. Satires, book 3 (Aris and Phillips classical texts). Liverpool University Press, Liverpool 2022, ISBN 978-1-80085-486-4 (zu Saturae 7–9).
- Giuseppe Dimatteo: Giovenale, Satira 8. Introduzione, testo, traduzione e commento (= Texte und Kommentare. Band 49). De Gruyter, Berlin / Boston 2014, ISBN 978-3-11-037115-4.
- Franco Bellandi: Giovenale, Satira 9. Introduzione, testo, traduzione e commento (= Texte und Kommentare. Band 67). De Gruyter, Berlin / Boston 2021, ISBN 978-3-11-072598-8.
- John Godwin: Juvenal, Satires, Book 4. Oxbow, Oxford 2016, ISBN 978-1-910572-33-7 (zu Saturae 10–12).
- Pierpaolo Campana: D. Iunii Iuvenalis Satura X (= Biblioteca nazionale. Serie dei classici greci e latini. Testi con commento filologico. N. S., Band 12). Le Monnier, Firenze 2004, ISBN 88-00-81303-8.
- Francesco Bracci: La Satira 11 di Giovenale. Introduzione, traduzione e commento (= Texte und Kommentare. Band 48). De Gruyter, Berlin / Boston 2014, ISBN 978-3-11-037113-0.
- John Godwin: Juvenal, Satires, Book 5. Liverpool University Press, Liverpool 2020, ISBN 978-1-78962-218-8 (zu Saturae 13–16).